# Solenopotes muntiacus
Solenopotes muntiacus är en insektsart som beskrevs av Thompson 1938. Solenopotes muntiacus ingår i släktet Solenopotes och familjen nötlöss. Inga underarter finns listade i Catalogue of Life.